# 祁连山号综合登陆舰
祁连山号综合登陆舰，正式名称为中国人民解放军海军祁连山舰（舷号：985），是中國人民解放軍海軍入役的第八艘071型船塢登陸艦。该舰约在2019年6月6日於上海滬東造船廠下水，并于2020年中旬起正式入列并服役于中国人民解放军海军。

## 人员编制

### 历任领导
| 中国人民解放军海军祁连山舰舰长 - 黎意臻 | 中国人民解放军海军祁连山舰政治委员 |